# Janick Klausen
Janick Klausen (né le 3 avril 1993) est un athlète danois spécialiste du saut en hauteur.

## Carrière
En 2009, il remporte la médaille d'argent aux Championnats du monde jeunesse à Bressanone avec 2,20 m, battu aux essais par l'Israélien Dmitry Kroyter. Au cours de cette compétition, le Danois améliore son record personnel de 7 centimètres.
Âgé de seulement 17 ans, Janick Klausen se qualifie pour la finale des Championnats d'Europe en salle 2011 en franchissant 2,27 m, nouveau record personnel et record du Danemark en salle égalé.
En finale, il se classe 7e avec 2,25 m. En 2011, il remporte la médaille d'argent européenne junior à Tallinn toujours avec 2,25 m.
Janick Klausen est constamment blessé 2011 et 2016. Le 25 janvier 2017, il saute 2,26 m à Cologne, son meilleur saut depuis ses 2,27 m de 2011.
Le 20 juin 2019, à Essen, il bat son record personnel après huit années plafonnée à 2,25 m, avec 2,28 m. Il améliore à cette occasion le record du Danemark détenu par Michael Mikkelsen avec 2,27 m depuis 1991.

## Palmarès
| Date | Compétition                                  | Lieu         | Résultat | Marque |
| ---- | -------------------------------------------- | ------------ | -------- | ------ |
| 2009 | Championnats du monde jeunesse               | Bressanone   | 2e       | 2,20 m |
| 2009 | Festival olympique de la jeunesse européenne | Tampere      | 3e       | 2,14 m |
| 2011 | Championnats d’Europe en salle               | Paris        | 7e       | 2,25 m |
| 2011 | Championnats d'Europe juniors                | Tallinn      | 2e       | 2,25 m |
| 2015 | Championnats d'Europe par équipes            | Stara Zagora | 1re      | 2,24 m |
| 2015 | Championnats d'Europe espoirs                | Tallinn      | 9e       | 2,15 m |

## Records
| Épreuve         | Épreuve   | Marque      | Lieu  | Date         |
| --------------- | --------- | ----------- | ----- | ------------ |
| Saut en hauteur | Plein air | 2,28 m (NR) | Essen | 20 juin 2019 |
| Saut en hauteur | En salle  | 2,27 m (NR) | Paris | 4 mars 2011  |